# Rogerij I. Sicilski
Rogerij I. Sicilski (francosko Roger Ier de Sicile) je bil od leta 1071 do 1101 normanski grof Sicilije in zadnji veliki vodja normanskih osvajanj v južni Italiji, * okoli 1031, † 22. junij 1101.
Rogerij je bil najmlajši sin Tankreda Hautevillskega in njegove druge žene Fredisende. V Italijo je prišel kmalu po letu 1055.
Goffredo Malaterra o Rogeriju pravi: »Bil je mlad in zelo lep, vitke postave, privlačen, zelo zgovoren in  dober svetovalec. Vsa svoja dejanja je načrtoval daleč vnaprej, do svojih ljudi pa je bil prijazen in vesel. Bil je močan in pogumen in predrzen v boju«. Rogerij in Robert Guiscard sta skupaj osvojila Kalabrijo in si jo leta 1062 s pogodbo razdelila. Nastal je nekakšen kondominij, ker sta si vse gradove in mesta razdelila na pol.
Robert je nato izkoristil Rogerijeve vojaške sposobnosti za ponovno osvojitev Sicilije. Na Siciliji je bilo poleg muslimanov tudi mnogo Grkov, podložnikov arabskih emirjev, vsi skupaj pa so bili podložniki tunizijskega sultana. Maja 1061 sta brata izplula iz Reggia in zavzela Messino. Ko sta januarja 1072 zavzela še Palermo, je Robert Guiscard postal vladar Sicilije. Rogerija je imenoval za grofa, zase pa je obdržal Palermo, polovico Messine in severovzhodni del Sicilije (Val Demone).
Naslednje obsežne vojaške operacije sta sprožila šele leta 1085. Marca 1086 se je vdala Sirakuze in ko se je februarja 1091 vdal še Noto, je bilo osvajanje Sicilije končano.
Rogerijevo vladanje na Siciliji je bilo bolj absolutistično kot Robertovo v Italiji. Leta 1072 je prvič, leta 1092 pa dokončno razdelil vse velike fevde, tako da so vsi nomanski, francoski in italijanski plemiči postali njegovi vazali. Po zadnji delitvi fevdov ni bilo več nobenega omembe vrednega upora fevdalcev.
Po osvojitvi posvetne oblasti je prišla na vrsto cerkvena oblast. Papež mu je bil zaradi tega, ker je Sicilijo odrešil Grkov in muslimanov, zelo naklonjen, zato je njemu in njegovim naslednikom podelil apostolsko nuncijaturo na otoku. Rogerij je nato ustanovil nove latinske škofije v Sirakuzah, Girgenti in nekaterih drugih mestih, škofijo v Palermu pa je povišal v nadškofijo. Škofe je imenoval osebno.
Do Arabcev in Grkov je bil na splošno strpen in jim je dovolil širitev njihove kulture. Muslimani so v mestih, kjer so si že pri pogojih za vdajo izborili nekaj pravic, obdržali mošeje, kadije (sodišča) in pravico do svobodnega  trgovanja, a so kljub temu postali drugorazdedni podložniki. Rogerijevi vojaki pešci so bili večinoma muslimani. Njihov tabor je leta 1098 med obleganjem Kapue obiskal sveti Anzelmij in zapisal, da se »rjavih arabskih šotorov ne da prešteti«.
Na otok so se kmalu začeli priseljevali Lombardi in drugi Italijani, tako da je muslimanski vpliv na Siciliji in na zahodnem  Sredozemlju začel slabeti in je nazadnje usahnil.
Rogerij I., veliki vojvoda Sicilije, je 22. junija 1101 v sedemdesetem letu umrl. Pokopan je v cerkvi Svete trojice v Miletu.

## Družina
Rogerijev najstarejši sin Jordan je bil nezakonski in je umrl pred Rogerijem. Drugi sin Godfrej je bil najbrž tudi nezakonski, lahko pa da je bil sin Rogerijeve prve ali druge žene. Bil je gobav in zato nikakor ni mogel naslediti svojega očeta.
Rogerij se je prvič poročil leta 1061 z Judito, hčerko Évreuxškega grofa Viljema in Havise Échauffourske. Umrla je leta 1076 in zapustila same hčerke:
- hčerko, ki je bila poročena s Hugom Gircejskim
- Matildo, poročeno z Rajmondom IV. Touluškim
- Adeliso, poročeno s Henrikom, grofom Monte Sant'Angela
- Emo, ki je bila za kratek čas zaročena s Filipom I. Francoskim, potem pa je bila poročena najprej z grofom Clermonta, nato pa r Rudolfom Montescaglioškim; umrla je leta 1120

Leta 1077 se je Rogerij poročil drugič, tokrat z Eremburgo Mortainsko, hčerko martainskega grofa Viljema. Z njo je imel več otrok:
- Maugerja, grofa Troina
- Matildo, poročeno z grofom Robertom Euškim
- Murijelo, poročeno z Josbertom Lusijskim
- Konstanco, poročeno s Konradom Italijanskim
- Felicijo, poročeno z ogrskim kraljem Kolomanom
- Violanto, poročeno z Robertom Burgundskim, sinom Roberta I. Burgundskega
- Flandino, poročeno z Henrikom del Vasto
- Judito, poročeno z Robertom I. Bassunvillskim

Rogerijeva tretja žena je bila Adelajda del Vasto, hčerka savonskega vladarja Bonifacija. Z njo se je poročil leta 1087 in imel tri otroke:
- Simona, grofa Sicilije
- Matildo, poročeno z Ranulfom II., grofom Alife
- Rogerija II., grofa in kasneje kralja Sicilije
- Maksimilo, poročeno z Hildebrandom VI. (iz družine Aldobrandeschi)